# Liparia parva
Liparia parva är en ärtväxtart som beskrevs av Wilhelm Gerhard Walpers. Liparia parva ingår i släktet Liparia och familjen ärtväxter. Inga underarter finns listade i Catalogue of Life.

## Bildgalleri